# Saint-Thierry
Saint-Thierry és un municipi francès, situat al departament del Marne i a la regió del Gran Est. L'any 2007 tenia 616 habitants.

## Demografia

### Població
El 2007 la població de fet de Saint-Thierry era de 616 persones. Hi havia 218 famílies, de les quals 44 eren unipersonals (12 homes vivint sols i 32 dones vivint soles), 63 parelles sense fills, 103 parelles amb fills i 8 famílies monoparentals amb fills.
La població ha evolucionat segons el següent gràfic:
Habitants censats

### Habitatges
El 2007 hi havia 236 habitatges, 223 eren l'habitatge principal de la família i 14 estaven desocupats. 231 eren cases i 5 eren apartaments. Dels 223 habitatges principals, 177 estaven ocupats pels seus propietaris, 42 estaven llogats i ocupats pels llogaters i 4 estaven cedits a títol gratuït; 2 tenien dues cambres, 15 en tenien tres, 30 en tenien quatre i 176 en tenien cinc o més. 194 habitatges disposaven pel capbaix d'una plaça de pàrquing. A 60 habitatges hi havia un automòbil i a 141 n'hi havia dos o més.

### Piràmide de població
La piràmide de població per edats i sexe el 2009 era:
| Homes | Edats   | Dones |
| ----- | ------- | ----- |
| 0     | 95 o +  | 0     |
| 4     | 90 a 94 | 0     |
| 0     | 85 a 89 | 4     |
| 0     | 80 a 84 | 0     |
| 0     | 75 a 79 | 16    |
| 12    | 70 a 74 | 8     |
| 16    | 65 a 69 | 16    |
| 16    | 60 a 64 | 20    |
| 24    | 55 a 59 | 20    |
| 20    | 50 a 54 | 20    |
| 12    | 45 a 49 | 20    |
| 28    | 40 a 44 | 36    |
| 16    | 35 a 39 | 24    |
| 12    | 30 a 34 | 8     |
| 12    | 25 a 29 | 28    |
| 12    | 20 a 24 | 20    |
| 12    | 15 a 19 | 8     |
| 24    | 10 a 14 | 16    |
| 20    | 5 a 9   | 20    |
| 20    | 0 a 4   | 24    |

## Economia
El 2007 la població en edat de treballar era de 390 persones, 285 eren actives i 105 eren inactives. De les 285 persones actives 270 estaven ocupades (141 homes i 129 dones) i 15 estaven aturades (9 homes i 6 dones). De les 105 persones inactives 37 estaven jubilades, 43 estaven estudiant i 25 estaven classificades com a «altres inactius».

### Ingressos
El 2009 a Saint-Thierry hi havia 230 unitats fiscals que integraven 626 persones, la mediana anual d'ingressos fiscals per persona era de 24.303 €.

### Activitats econòmiques
Dels 30 establiments que hi havia el 2007, 2 eren d'empreses extractives, 2 d'empreses alimentàries, 1 d'una empresa de fabricació d'altres productes industrials, 3 d'empreses de construcció, 7 d'empreses de comerç i reparació d'automòbils, 2 d'empreses d'hostatgeria i restauració, 2 d'empreses financeres, 7 d'empreses de serveis i 4 d'entitats de l'administració pública.
Dels 4 establiments de servei als particulars que hi havia el 2009, 1 era un taller de reparació d'automòbils i de material agrícola, 2 paletes i 1 lampisteria.
L'any 2000 a Saint-Thierry hi havia 12 explotacions agrícoles que ocupaven un total de 345 hectàrees.

## Equipaments sanitaris i escolars
L'únic equipament sanitari que hi havia el 2009 era una farmàcia.
El 2009 hi havia una escola elemental. Saint-Thierry disposava d'un col·legi d'educació secundària amb 396 alumnes.

## Poblacions més properes
El següent diagrama mostra les poblacions més properes.